# Legio V Iovia

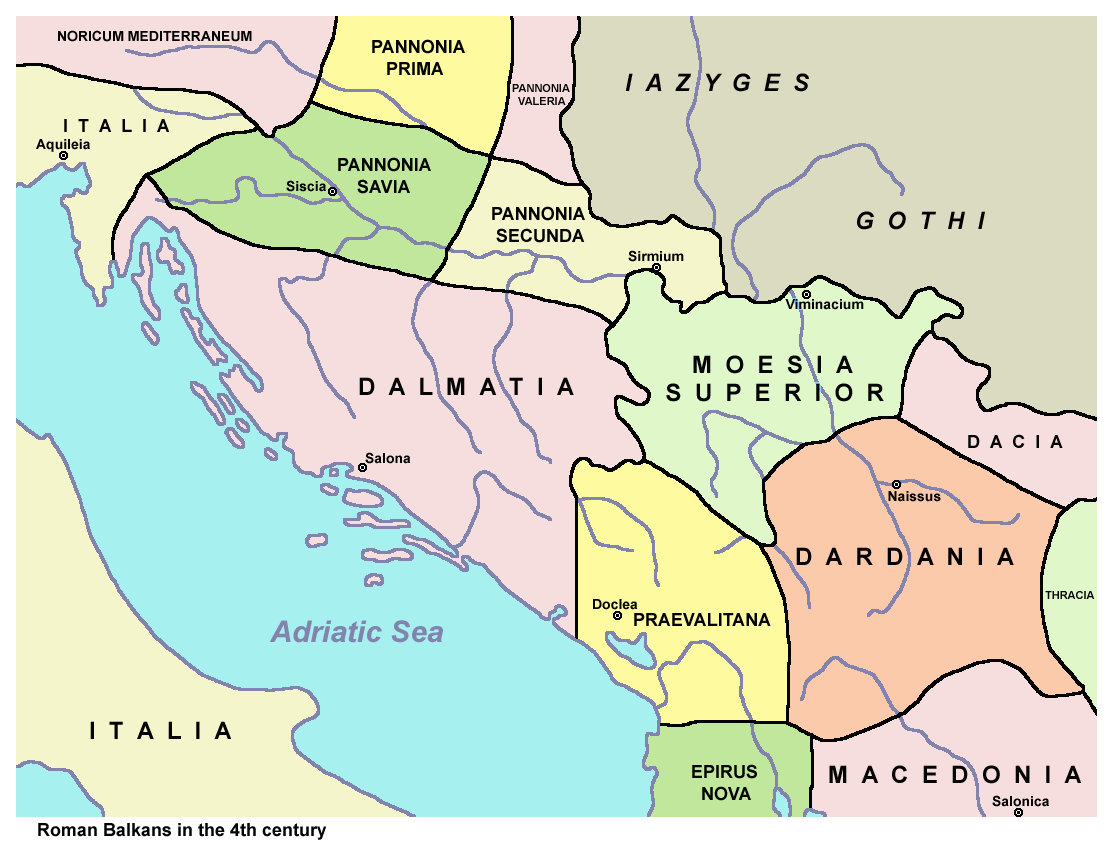
Die Legio V Iovia wurde zum Schutz der Provinz Pannonia secunda aufgestellt

Die Legio V Iovia war eine Legion der spätantiken römischen Armee, die zusammen mit der Legio VI Herculia von Diokletian gegen Ende des 3. Jahrhunderts n. Chr. aufgestellt wurde. Der Name der Legion nimmt auf Diokletians Beinamen Iovius (Adjektiv zu Iuppiter) Bezug. Das Emblem der Legion ist nicht überliefert.
Beide Legionen wurden in der neuen Provinz Pannonia secunda stationiert, die durch Aufteilung von Pannonia inferior entstanden war. Zunächst im Kastell Bononia (Widin, Nordostbulgarien) am Pannonischen Limes und später auch im Kastell Onagrinum stationiert, war es Aufgabe der Legion, die bedeutende Residenzstadt Sirmium zu schützen.
Die Legion war wohl eine reine Grenzlegion (Limitanei), die keine Vexillationen an das Feldheer (Comitatenses) abgegeben hat.
Im frühen 5. Jahrhundert stand die Quinta Iovia unter dem Oberbefehl des Dux Pannoniae secundae ripariensis et Saviae. Fünf Kohorten, die Hauptmacht der Legion, waren unter einem Praefectus in Bononia stationiert. Ein weiterer Praefectus befehligte einen anderen Legionsteil in Kastell Burgenae, während im Kastell Onagrinum ein dritter Praefectus das Kommando über eine aus der Quinta Iovia und Sexta Herculea zusammengesetzte Einheit hatte.
Die Legion hat keine Inschriften hinterlassen. Der „protector ex n(umero) Iov(ianorum)“ Flavius Sanctus kann der Legio V Iovia nicht zugeordnet werden.